# Péroy-les-Gombries
Péroy-les-Gombries és un municipi francès, situat al departament de l'Oise i a la regió dels Alts de França. L'any 2007 tenia 1.048 habitants.

## Demografia

### Població[Cal actualitzar]
El 2007 la població de fet de Péroy-les-Gombries era de 1.048 persones. Hi havia 333 famílies de les quals 40 eren unipersonals (16 homes vivint sols i 24 dones vivint soles), 84 parelles sense fills, 189 parelles amb fills i 20 famílies monoparentals amb fills.
La població ha evolucionat segons el següent gràfic:
Habitants censats

### Habitatges
El 2007 hi havia 365 habitatges, 343 eren l'habitatge principal de la família, 8 eren segones residències i 14 estaven desocupats. 321 eren cases i 42 eren apartaments. Dels 343 habitatges principals, 280 estaven ocupats pels seus propietaris, 58 estaven llogats i ocupats pels llogaters i 5 estaven cedits a títol gratuït; 1 tenia una cambra, 24 en tenien dues, 26 en tenien tres, 75 en tenien quatre i 217 en tenien cinc o més. 295 habitatges disposaven pel capbaix d'una plaça de pàrquing. A 110 habitatges hi havia un automòbil i a 219 n'hi havia dos o més.

### Piràmide de població
La piràmide de població per edats i sexe el 2009 era:
| Homes | Edats   | Dones |
| ----- | ------- | ----- |
| 0     | 95 o +  | 0     |
| 0     | 90 a 94 | 0     |
| 0     | 85 a 89 | 4     |
| 0     | 80 a 84 | 0     |
| 4     | 75 a 79 | 16    |
| 8     | 70 a 74 | 4     |
| 8     | 65 a 69 | 4     |
| 12    | 60 a 64 | 12    |
| 20    | 55 a 59 | 12    |
| 36    | 50 a 54 | 28    |
| 36    | 45 a 49 | 24    |
| 60    | 40 a 44 | 36    |
| 40    | 35 a 39 | 80    |
| 40    | 30 a 34 | 56    |
| 28    | 25 a 29 | 28    |
| 17    | 20 a 24 | 16    |
| 40    | 15 a 19 | 44    |
| 56    | 10 a 14 | 48    |
| 44    | 5 a 9   | 60    |
| 52    | 0 a 4   | 36    |

## Economia
El 2007 la població en edat de treballar era de 740 persones, 574 eren actives i 166 eren inactives. De les 574 persones actives 530 estaven ocupades (290 homes i 240 dones) i 44 estaven aturades (14 homes i 30 dones). De les 166 persones inactives 30 estaven jubilades, 82 estaven estudiant i 54 estaven classificades com a «altres inactius».

### Ingressos
El 2009 a Péroy-les-Gombries hi havia 347 unitats fiscals que integraven 1.011,5 persones, la mediana anual d'ingressos fiscals per persona era de 22.422 €.

### Activitats econòmiques
Dels 16 establiments que hi havia el 2007, 5 eren d'empreses de fabricació d'altres productes industrials, 4 d'empreses de construcció, 1 d'una empresa de comerç i reparació d'automòbils, 3 d'empreses de transport, 1 d'una empresa immobiliària i 2 d'empreses de serveis.
Dels 6 establiments de servei als particulars que hi havia el 2009, 1 era un taller de reparació d'automòbils i de material agrícola, 3 paletes, 1 lampisteria i 1 agència immobiliària.
L'únic establiment comercial que hi havia el 2009 era una botiga de mobles.
L'any 2000 a Péroy-les-Gombries hi havia 8 explotacions agrícoles que ocupaven un total de 648 hectàrees.

## Equipaments sanitaris i escolars
El 2009 hi havia una escola elemental.

## Poblacions més properes
El següent diagrama mostra les poblacions més properes.